# Sesuvium maritimum
Sesuvium maritimum là một loài thực vật có hoa trong họ Phiên hạnh. Loài này được (Walter) Britton, Sterns & Poggenb. miêu tả khoa học đầu tiên năm 1888.